# Jazzodrom

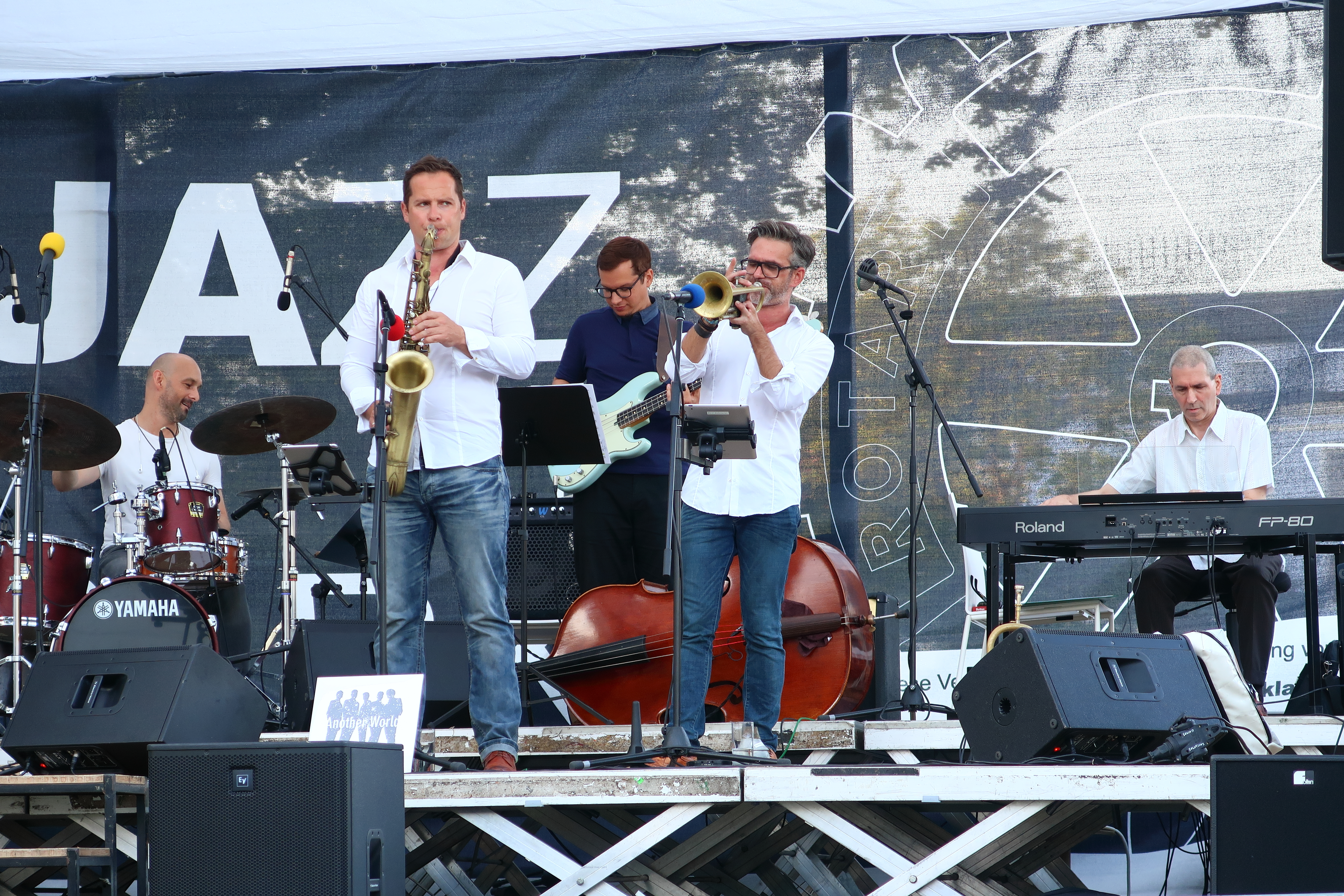
Jazzodrom bei "Jazz im Park" im Park der Landesmusikschule Vöcklabruck am 10. Sept. 2016. Besetzung v.l.n.r: Christian Lettner (dr), Andreas See (sax), Christian Wendt (b), Gerd Rahstorfer (tpt), Helmar Hill (p)

Jazzodrom ist ein österreichisches Jazzquintett und wurde 2004 von dem Saxofonisten Andreas See gegründet. Mitglieder der Band sind Andreas See, Gerd Rahstorfer, Helmar Hill, Christian Wendt und Alex Pohn. Seit dem dritten Album (2015) ist auch Martin Wöss fixes Mitglied der Band.
Ausgedehnte Konzerttourneen führten die Band nach Deutschland, Spanien, Andorra, Portugal, Slowenien und Slowakei. Daneben gab es auch Auftritte mit Parov Stelar, Hubert von Goisern und Nils Landgren. Bisher wurden vier Alben veröffentlicht.

## Diskografische Hinweise
- 2004 – Tribute to Cannonball (PG Records)
- 2009 – Places and Spaces (ATS Records)
- 2015 – Another world (Verve)
- 2019 – Movements from the Basements (ATS Records)